# Campsurus holmbergii
Campsurus holmbergii is een haft uit de familie Polymitarcyidae. De wetenschappelijke naam van de soort is voor het eerst geldig gepubliceerd in 1883 door Weyenbergh.
De soort komt voor in het Neotropisch gebied.